# Cezary Uthke
Cezary Zefiryn Uthke ps. „Tadeusz”, „Rządca”, „Cezary” (ur. 26 sierpnia 1889 w Łodzi, zm. 26 maja 1944 w KL Auschwitz) – działacz socjalistyczny, inżynier architekt, dowódca Gwardii Ludowej WRN w Zagłębiu, zastępca komendanta Śląskiego Okręgu Armii Krajowej.

## Życiorys
Uczył się w szkole realnej w Sosnowcu, gdzie uzyskał maturę. W 1906 rozpoczął studia na Politechnice w Rydze, które kontynuował od 1907 w Wyższej Szkole Technicznej w Moskwie, gdzie uzyskał on dyplom inżyniera mechanika.
W czasie I wojny światowej od lipca 1914 służył w artylerii armii rosyjskiej W 1918 dostał się do niewoli niemieckiej.
Od grudnia 1918 był inspektorem pracy w Sosnowcu. Od 1920 w Wojsku Polskim początkowo w stopniu porucznika, a następnie kapitana ze starszeństwem z dniem 1 czerwca 1919. Służył w 23 pułku artylerii polowej.
Od 1918 członek PPS. W latach 1919 — 1921 komendant Związku Strzeleckiego w Zagłębiu. Był jednym z założycieli Towarzystwo Uniwersytetu Robotniczego na terenie Zagłębia Dąbrowskiego, oraz w 1935 przewodniczącym Robotniczego Towarzystwa Turystycznego. Po wyborach do Rady Miejskiej w Sosnowcu w 1919 z ramienia PPS został ławnikiem Magistratu miasta Sosnowca i kierował pracami Wydziału Budownictwa w Zarządzie Miejskim. W 1925, wybrany radnym i wiceprzewodniczącym rady miasta Sosnowca, a następnie w 1932 przez Zarząd Miejski w Dąbrowie Górniczej został powołany na stanowisko kierownika Wydziału Komunalnego, gdzie pracował aż do czasu wojny. Współautor planów kolonii na Staszicu. W 1927 współzałożyciel Robotniczego Klubu Sportowego „Zagłębie” Dąbrowa Górnicza. W 1939 był członkiem Okręgowego Komitetu Robotniczego PPS Zagłębie Dąbrowskie.
W czasie okupacji, dowódca okręgu Gwardii Ludowej WRN i członek Okręgowego Komitetu Robotniczego PPS-WRN Zagłębie Dąbrowskie. Od 1940 dowódca, składającej się z czterech pułków Brygady Zagłębiowskiej Gwardii Ludowej WRN, po scaleniu z Armią Krajową, od marca 1943 szef Wydziału Wojskowego, a następnie mianowany zastępcą dowódcy Śląskiego Okręgu AK. Od 1941 organizował również tajny samorząd w Dąbrowie Górniczej. III zastępca komendanta Związku Odwetu na Śląsku, Zagłębiu i w Niemczech. W maju 1942 r. zawarł porozumienie o współpracy wojskowej w Zagłębiu Dąbrowskim z Polską Partią Robotniczą reprezentowaną przez Anastazego Kowalczyka. Aresztowany 15 grudnia 1943 i odwieziony do obozu w Mysłowicach. 26 maja 1944 skazany przez sąd doraźny na śmierć. Wyrok wykonano tego samego dnia w KL Auschwitz.
Jego imieniem została nazwana jedna z ulic Dąbrowy Górniczej na Staszicu.

## Awanse
- kapitan – 1 czerwca 1919
- major – marzec 1943[5]

## Odznaczenia
- Krzyż Srebrny Orderu Virtuti Militari
- Srebrny Krzyż Zasługi z Mieczami